# لوروا كوك
لوروا كوك (بالإنجليزية: Leroy Cook)‏ هو لاعب كرة قدم أمريكية أمريكي، ولد في 9 نوفمبر 1952 في أبيفيل في الولايات المتحدة.